# Атлас и каталог взаимодействующих галактик Воронцова-Вельяминова
Атлас и каталог взаимодействующих галактик Воронцова-Вельяминова — научная работа Б. А. Воронцова-Вельяминова, Р. И. Носковой и В. П. Архиповой, содержащая в себе данные о 2014 взаимодействующих галактиках. Она была опубликована Астрономическим советом при Академии наук СССР .
Непосредственно Воронцов-Вельяминов включил в атлас и каталог 852 взаимодействующие системы. В основном в каталог были включены галактики, открытые при изучении фотопластинок Паломарского обзора. Первая часть, опубликованная в 1959 году, содержала сведения о 355 взаимодействующих галактиках с номерами от VV1 до VV355, а вторая часть, опубликованная в 1977 году, включала галактики с номерами от VV356 до VV852. 
В 2001 году В. П. Архиповой к каталогу были добавлены еще 1162 объекта, первоначально каталогизированные в Морфологическом каталоге галактик. Эти объекты имеют номера от VV853 до VV2014.